# Eothenomys miletus
Eothenomys miletus es una especie de roedor de la familia Cricetidae.

## Distribución geográfica
Se encuentra en el suroeste de China, especialmente en Yunnan. Es el mayor miembro del género, Eothenomys